# Werchnje Wyssozke
Werchnje Wyssozke (ukrainisch Верхнє Висоцьке; russisch Верхнее Высоцкое Werchneje Wyssozkoje, polnisch Wysocko Wyżne) ist ein Dorf im Südwesten der ukrainischen Oblast Lwiw mit etwa 2100 Einwohnern (2001).

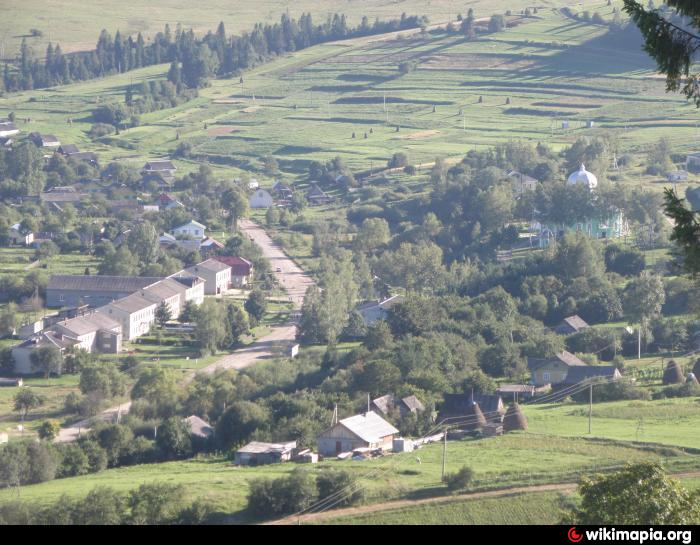
Blick auf das Dorf

Werchnje Wyssozke war die einzige Ortschaft der gleichnamigen, 4 km² großen Landratsgemeinde.
Am 12. Juni 2020 wurde die Landratsgemeinde aufgelöst und der Siedlungsgemeinde Borynja unterstellt, gleichzeitig wurde das Dorf ein Teil des Rajons Sambir.

## Geografische Lage
Die Ortschaft liegt in den Waldkarpaten am Ufer des Stryj im Süden des Rajon Sambir, 65 km südlich vom Rajonzentrum Sambir und etwa 150 km südwestlich vom Oblastzentrum Lwiw.
Der höchste Punkt des Dorfes befindet sich auf dem Berg Kreschowa (Крешова) im Osten von Werchnje Wyssozke auf 834 m Höhe und der niedrigste Punkt liegt im Tal des Stryi im Norden des Dorfes auf 625 m Höhe. Durch das Dorf verläuft die Territorialstraße T–14–23.

## Geschichte
Das 1430 erstmals schriftlich erwähnte Dorf lag zunächst in der Woiwodschaft Ruthenien der Adelsrepublik Polen-Litauen und gehörte nach der Ersten Polnischen Teilung 1772 zu Österreich. Bis zum Ende des Ersten Weltkriegs lag es im Bezirk Turka des österreichischen Kronlandes Galizien und Lodomerien und gehörte anschließend, bis zum Ende des Polnisch-Ukrainischen Kriegs, kurzzeitig zur Westukrainischen Volksrepublik. In der Zwischenkriegszeit war es Teil der Woiwodschaft Lwów innerhalb der Zweiten Polnischen Republik. Nach der sowjetischen Besetzung Ostpolens kam die Ortschaft zwischen 1939 und 1941 als Bestandteil der Ukrainischen SSR zur Sowjetunion und wurde nach der Besetzung durch die Wehrmacht bis 1944 von Deutschland in den Distrikt Galizien des Generalgouvernements eingegliedert.
Nach dem Ende des Zweiten Weltkriegs wurde das Dorf erneut der Ukrainischen SSR zugeschlagen und nach dem Zerfall der Sowjetunion 1991 wurde es Teil der unabhängigen Ukraine.

## Söhne und Töchter der Ortschaft
- Wiktor Wysoczański (1939–2023), leitender Bischof der Polnisch-Katholischen Kirche